# Pantyrkisme
Pantyrkisme er en politisk og kulturel bevægelse for at forene alle tyrkisksprogede folkeslag.
Bevægelsen genopstod i 1930-erne som en modreaktion mod Sovjetunionens magtovertagelse i forbindelse med, at nogle tartarer flygtede til Tyrkiet, hvor de blev ansat som professorer ved universiteterne og fik tyrkisk statsborgerskab. Særligt kan Zeki Velidi Togan nævnes. Han var født i Ufa og af bashkirisk oprindelse, professor ved universitetet i Istanbul og formåede med sit værk Bugünkü Türkestan for første gang at samle de tyrkiske folkeslags historie i et akademisk værk. Han fik snart samlet et stort antal intellektuelle beundrere omkring sig, såvel i Tyrkiet som i Tyskland. I Tyskland blev udgivet et af pantyrkismens vigtigste tidsskrifter, Yas Türkestan. I 1948 kom det frem, at Franz von Papen i et brev den 5. august 1941 med styrke havde udtrykt et ønske om, at tyskerne skulle give pantyrkismen sin støtte. Brevet indeholdt også en dokumentation for pantyrkismens udbredelse i Tyrkiet.

## Tyrkisme
Ungtyrkerne opfattede "tyrkisme" (Türkçülük), som en synsmåde, der glorificerede fortidens tyrkiske førere så som Attila, Djengis Khan, Timur Lenk, Babar og de osmanniske sultaner. Man fremholdt gæstevenlighed, moderation og mod som typiske tyrkiske folkeegenskaber. Henri Bergsons idéer om élan vital påvirkede tyrkismen. Tyrkismens mål var ikke at undertrykke andre folk, og man tog afstand fra den vesterlandske form for imperialisme. Tyrkerne skulle alene stræbe efter at forene alle tyrkiske stammer.
Sproget opfattedes som selve grundlaget for nationaliteten. Islam regnedes også som et gode, efter som den forstærkede nationalfølelsen. Man kan spore tankegods fra Durkheim i denne variant af tyrkisme. Türkleşmek, Islâmaşmak, muasirlaşmak, det vil sige tyrkificering, islamisering, modernisering var tyrkismens ledemotiver. I 1930-erne lanceredes solsprogs-teorien (Günes-Dil teorisi), som rettede opmærksomheden mod Centralasien som civilisationens vugge. 
Den tyrkiske selvfølelse hvilede blandt andet på et værk forfattet af Leon Cahun: Introduction a l'Histoire de l'Asie, hvilket blev oversat til tyrkisk. Ifølge dette var mongolerne glimrende krigere, og tyrkerne stammede fra dem og var bedre krigsfolk end både arabere og persere. Værket anså også Koranen som en faktor, der havde forgiftet ægte tyrkiske egenskaber. Det bar således sekulariseringens frø og nød agtelse især hos den tyrkiske intelligentsia. 
Tyrkerne følte også en stolthed over Alphonse de Lamartines og Pierre Lotis værker om tyrkisk kunst og om Konstantinopel.

## Panturanisme
Panturanismen opstod som et svar på panslavismen, Ruslands politik på Balkan som gik ud på at hjælpe sine slaviske "brødrefolk". Ungern og det osmanniske Tyrkiet ville bremse de russiske ambitioner. En panturansk kongres blev afholdt i Konstantinopel i 1913. Ungarere og endog bulgarer – som ansås for at være slavificerede tyrkere – deltog med delegater. 
Panturanismen var et udslag af politisk taktik, men den havde tillige støtte hos videnskabsmænd, historikere og lingvister, som påpegede et ural-altaisk sprogligt slægtskab. Men ved 1. verdenskrigs udbrud viste kun tyrkerne interesse for panturanismen.
Panturanismen, navngivet efter Turan i det indre Asien, fra det sydlige daværende Sovjetunionen, Azerbajdjan, Kirgizistan og et stykke ind i Folkerepublikken Kina, ifølge traditionen de tyrkiske folkeslags urhjem, var en pannational rørelse frem for alt i 1900-erne, som i sin første tid i praksis fik ringe politisk betydning efter Atatürks udråbelse af republikken Tyrkiet. 